# Abdelkarim Nazir
Abdelkarim Nazir (en arabe: عبدالكريم نزير), né le 17 avril 1973 à Béni Mellal, est un footballeur international marocain qui évoluait au poste d'avant-centre.

## Biographie

### Débuts et révélation
Abdelkarim Nazir voir le jour  le 17 avril 1973 à Béni Mellal, ville du centre du Maroc située au pied du Moyen-Atlas. Il intègre l'école de football du Raja de Béni Mellal où il passe par toutes les catégories de jeunes avant d'intégrer l'équipe première au début des années 1990. Au terme de la saison 1990-1991, il réussit avec son équiper à remonter en première division.
En 1992, il quitte ensuite son club pour rallier l'Olympique de Casablanca avec qui il remporte la Coupe du Trône en 1992, le championnat en 1994 et deux Coupes arabes des vainqueurs de coupe en 1993 et 1994.

### Succès au Raja CA (1995-1998)
En 1995, le Groupe ONA annonce de la disparition de l'Olympique de Casablanca à la suite d'un manque de financement, Nazir se retrouve donc libre et sans club. En compagnie d'autres joueurs à l'image de Abdellatif Jrindou et Jamal Sellami, il signe au Raja Club Athletic.
Le 10 septembre 1995, il dispute sa première rencontre avec le Raja en déplacement contre l'Olympique de Khouribga au titre de la 1re journée du championnat (victoire 0-1, but de Mustapha Khalif).
Le 1er octobre au Stade Mohamed-V, il marque son premier but face au COD Meknès à l'occasion de 4e journée (nul 1-1).
Le 18 février 1996, au compte des quarts de finale de la Coupe du trône, le Raja enregistre le plus grand résultat de l'histoire du Derby et balaye le Wydad sur le score de 5-1, où Nazir inscrit un doublé. Le Raja élimine ensuite le Rachad Bernoussi en demi-finale (3-0) avant de battre les AS FAR en finale grâce à un but de Abdellatif Jrindou à la 119e minute.
Le 24 août 1997, Nazir inscrit son premier but en compétitions africaines contre l'USMA au Stade Omar au titre de la phase de poules de la Ligue des champions, première édition sous cette nouvelle appellation (nul 2-2).
Le 14 décembre au Stade Mohamed-V, et après avoir perdu le match aller contre Goldfields SC (1-0), le Raja s'adjuge la compétition pour la deuxième fois de son histoire aux tirs au but après avoir remporté le match (1-0) grâce au but de Nazir à la 79e minute.
Le 15 mars 1998 au Stade Mohammed V, le Raja perd la Supercoupe d'Afrique face à l'Étoile du Sahel aux tirs au but après que le temps réglementaire s'est soldé avec 2 buts dans chaque camp, malgré un retour au score in extremis après avoir été mené 2-0. Le but de Nazir à la 69e minute est son dernier en compétitions africaines.
Le 19 avril, il marque son 30e et dernier but avec le Raja CA à l'occasion de la 27e journée du championnat contre l'AS FAR (victoire 2-0).

### Transfert aux EAU (1998-2001)
À l'été 1998, Abdelkarim Nazir signe à Al-Urooba Club (en), qui évolue alors en UAE First Division League (en), deuxième échelon du football émirati. Nazir réalise un record en inscrivant 11 buts en un seul match face à Masafi Club. Il est sacré meilleur buteur du championnat.

## Carrière
- 1990-1992 :  Raja de Béni Mellal ;
- 1992-1995 :  Olympique de Casablanca ;
- 1995-1998 :  Raja Club Athletic ;
- 1998-2001 :  Al Urooba Club.

## Palmarès
| Raja Club Athletic (5 titres) \| - Championnat du Maroc (3) : - Champion : 1996, 1997 et 1998. - Coupe du Trône (1) : - Vainqueur : 1996. - Ligue des champions de la CAF (1) : - Champion : 1997. \| - Supercoupe d'Afrique : - Finaliste : 1998. - Ligue des champions arabes - Finaliste : 1996. \| | Olympique de Casablanca (4 titres) - Championnat du Maroc (1) : - Champion : 1994. - Vice-champion : 1995. - Coupe du Trône (1) : - Vainqueur en 1992. - Coupe arabe des vainqueurs de coupe (2) : - Champion : 1993 et 1994. | Raja de Béni Mellal (1 titre) - Championnat du Maroc D2 (1) : - Champion : 1991. |
| - Championnat du Maroc (3) : - Champion : 1996, 1997 et 1998. - Coupe du Trône (1) : - Vainqueur : 1996. - Ligue des champions de la CAF (1) : - Champion : 1997. | - Supercoupe d'Afrique : - Finaliste : 1998. - Ligue des champions arabes - Finaliste : 1996. |                                                                                  |